# Giuseppe Biancani
Giuseppe Biancani (ur. 8 marca 1566 w Bolonii, zm. 7 czerwca 1624 w Parmie) – włoski uczony i jezuita. Zajmował się przede wszystkim matematyką i astronomią. Był jednym z pionierów selenografii. Międzynarodowa Unia Astronomiczna nadała jego nazwisko jednemu z kraterów na Księżycu.

## Życiorys

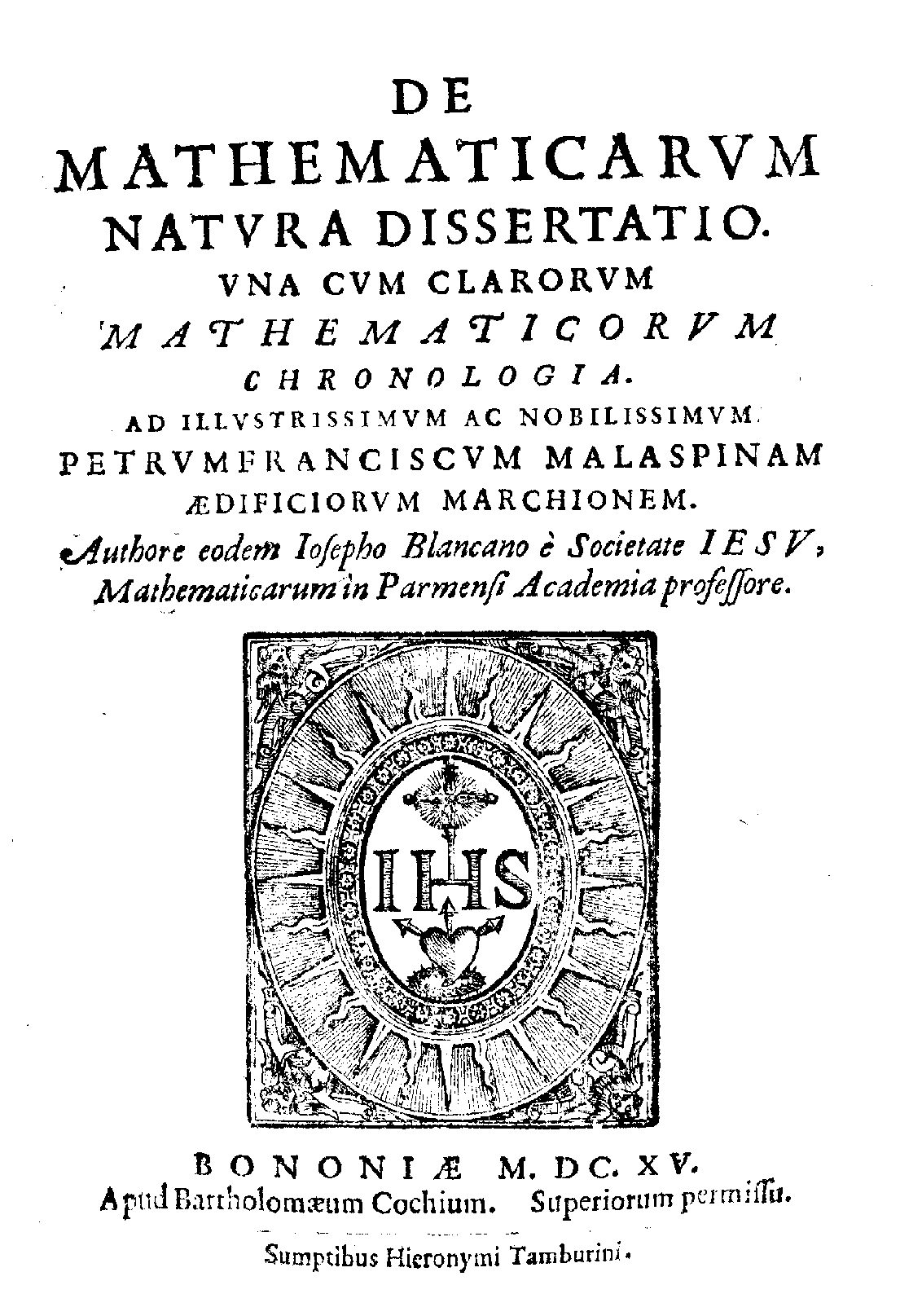
De mathematicarum natura dissertatio, 1615

Niewiele wiadomo na temat pochodzenia, rodziny i wczesnej edukacji Biancaniego. W 1592 roku dołączył do zakonu jezuitów i rozpoczął naukę w Collegio Romana w Rzymie. Jednym z nauczycieli Giuseppe był słynny uczony i jezuita Christoph Clavius, który uczył go matematyki. W 1596 roku przeniósł się do kolegium w  Padwie, które ukończył trzy lata później. W tym samym czasie w Padwie przebywał Galileusz, który wykładał matematykę na miejscowym uniwersytecie. Prawdopodobnie wówczas doszło do pierwszego spotkania między nimi, które zaowocowało później przyjaźnią i częstymi kontaktami. Sprawiło również, że w czasie kontrowersji wywołanych poglądami Galileusza, Biancani znalazł się w dość trudnym położeniu, rozdarty między obowiązkiem posłuszeństwa wobec przełożonych i przyjaźnią. 
W czasie pobytu Giuseppe w Padwie doszło do sporu między jezuitami a rządami weneckimi. W 1542 roku zakon otworzył tu swoje kolegium. Od 1590 roku zaczął oferować trzyletni kurs umożliwiający zdobycie wiedzy w dziedzinie logiki, filozofii przyrody, fizyki i metafizyki. Senat wenecki uznał jezuicką szkołę za konkurencję dla miejscowego uniwersytetu. Wstępnie zawarto kompromis który zakładał iż kolegium będzie nauczało jedynie jezuitów. Spór trwał jednak nadal a jeden z jego elementów zainspirował Biancaniego do napisania pracy. Biancani spotkał się bowiem z zarzutami ze strony Wenecjan, którzy uważali że jezuici deformują poglądy Arystotelesa, ucząc o nich nie za pomocą jego prac a o wiele późniejszych opracowań. W opinii krytyków opracowania te bardzo kiepsko odbiegały od idei głoszonych przez pierwowzory. Biancani napisał więc własne dzieło traktujące o matematycznej części prac Arystotelesa, zatytułowane Aristotelis loca mathematica ex universis ipsius operibus collecta et explicata. Zostało ono wydane dopiero w 1615 roku i od tamtego momentu korzystano z niego bardzo często w wielu ówczesnych szkołach. Przyczyną opóźnienia w wydaniu było zawarcie przez Biancaniego poglądów Galileusza dotyczących teorii heliocentrycznej.
Biancani zakończył swoją edukację w 1599 roku i na początku XVII wieku rozpoczął pracę jako nauczyciel w kolegium w Parmie, którą to wykonywał do końca swojego życia. Nauczał tam matematyki. Między 1620 a 1624 rokiem, jednym z jego uczniów był Giovanni Battista Riccioli, na którego wywarł duży wpłwy. Ze źródeł wynika iż, mimo konfliktu między Wenecjanami a jezuitami, Biancani jakiś czas później zaczął łączyć pracę w kolegium z wykładaniem na uniwersytecie. Nauczał przede wszystkim matematyki ale czasami wygłaszał również wykłady o tematyce astronomicznej. Oprócz pracy dydaktycznej prowadził również własne badania naukowe. Mimo przyjaźni z Galileuszem, nie zawsze zgadzał się z głoszonymi przez niego poglądami. Od 1609 roku Galileusz rozpoczął regularne obserwacje Księżyca, chcąc zbadać jego powierzchnie. Za pomocą obserwacji i specjalnych metod matematycznych stwierdził iż powierzchnia naturalnego satelity Ziemi pokryta jest licznymi górami. Pracę Sidereus Nuncius zawierającą te poglądy opublikował w maju 1610 roku. Tymczasem Biancani wraz z kilkoma innymi jezuitami, odpowiedzieli w 1611 roku, pracą w której wyrażali pogląd iż powierzchnia Księżyca jest płaska. W 1615 roku Biancani miał już prawdopodobnie inne zdanie na ten temat, opracował bowiem szkic z pozaznaczanymi kraterami księżycowymi. Również w czasie sporu między Scheinerem a Galileuszem, dotyczącym zarzutu o plagiat trzymał stronę tego pierwszego. Jak się później okazało miał rację, gdyż Scheiner odkrył plamy na Słońcu zupełnie niezależnie od Galileusza.
W 1615 roku, oprócz opracowania poglądów Arystotelesa, Biancani opublikował jeszcze De mathematicarum natura disertatio, pracę dotyczącą chronologii. Zawierała ona jednak sporo kilka błędów, na przykład Roger Bacon, żyjący w XIII wieku, był tu opisany jako XIV-wieczny uczony. Nie jest do końca pewne jakie poglądy miał Biancani na temat modelu Układu Słonecznego. Z jednej strony deklarował się jako zwolennik starych poglądów, z drugiej jednak bardzo dużo pisał o tych nowych. W 1620 roku ukazało się Sphaera mundi, seu cosmographia demonstrativa, ac facili methodo tradita, bardzo szczegółowo opisujące wyniki prac Mikołaja Kopernika, Tycho Brahe, Johannesa Keplera, Galileusza jak i samego autora. Nie dotyczyła jednak tylko Ziemi i Słońca, Giuseppe opisywał na przykład obserwowane przez siebie księżyce Jowisza i zjawisko ech. Praca została ukończona już w 1615 roku, ale Biancani ponownie miał problemy z jej opublikowaniem. Praca była później wznawiana w 1630, 1635 i 1653 roku. Ostatnie dwa wydania zawierały również traktat Biancaniego Novum instrumentum ad horologia describenda w którym opisywał techniczne szczegóły konstruowanych przez siebie zegarów słonecznych. Ze źródeł wiadomo, że Biancani pisał również na tematy dotyczące historii, poezji, greki i łaciny, ale dzieła te nie zachowały się.